# بيت ريد
بيت ريد (بالإنجليزية: Pete Reed)‏ هو مجدف بريطاني، ولد في 27 يوليو 1981 في سياتل في الولايات المتحدة.

## وصلات خارجية
- بيت ريد على موقع الاتحاد الدولي للتجديف (الإنجليزية)
- بيت ريد على موقع اللجنة الأولمبية الدولية (الإنجليزية)
- بيت ريد على موقع أوليمبيديا (الإنجليزية)
- بيت ريد على موقع اللجنة الأولمبية البريطانية (الإنجليزية)